# Chana (Tailândia)
Chana (em tailandês: จะนะ) é um distrito da província de Songkhla, no sul da Tailândia. É um dos 16 distritos que compõem a província. Sua população, de acordo com dados de 2012, era de 98 053 habitantes, e sua área territorial é de 502,98 km².